# 히가시이사하야역
히가시이사하야역(일본어: 東諌早駅)은 일본 나가사키현 이사하야시에 있는 규슈 여객철도 나가사키 본선의 역이다. 상대식 승강장 2면 2선의 구조를 지닌 지상역이다.

## 이용 현황
| 연도     | 하루 평균 승차 인원 |
| 2000년도 | 160                 |
| 2001년도 | 156                 |
| 2002년도 | 147                 |
| 2003년도 | 121                 |
| 2004년도 | 122                 |
| 2005년도 | 118                 |
| 2006년도 | 116                 |
| -------- | ------------------- |

## 역 주변
- 국도 제207호선
- 하치주 은행 히가시이사하야 지점
- 야마다 전기 테크랜드 이사하야 점

## 역사
- 1934년 3월 24일 : 철도성이 개업.
- 1987년 4월 1일 : 일본국유철도 분할 민영화에 의해 규슈 여객철도로 이관.

## 인접 정차역
| 규슈 여객철도 나가사키 본선 | 규슈 여객철도 나가사키 본선 | 규슈 여객철도 나가사키 본선 |
| --------------------------- | --------------------------- | --------------------------- |
| 히제나가타 도스 방면        |                             | 이사하야 나가사키 방면      |